# 胡浩峰村
胡浩峰村位于浙江省兰溪市赤溪街道（原兰溪市赤溪乡），是该街道王铁店行政村下属的一个自然村，与王铁店村、上汤村、前店村等相邻。
村民为胡姓居多，根据永昌《井头胡氏宗谱》记载：改支胡姓原为汴京人，因元兵扰乱，于宋景定间（1260-1264）由安徽来迁，衍分胡浩峰、柳塘、插口、上胡。其次为华姓，该姓为民国初年由原浙江汤溪县境内迁来。
胡浩峰原交通不便，前往石龙头、汪高、永昌等集镇出行依靠步行、自行车为多，后有改造的“机耕路”通行，可以过拖拉机等小型车辆，2010年兰溪市对过境的330国道进行改迁，新的330国道经过该村地界，大大改善了村民出行。在未来的城市规划中，该村可能会在兰溪经济开发区的范围。
村内为较传统的江南农耕经济，有种植柑桔、南方脆梨、甘蔗等水果作物。受周边村落影响，近代大多村民一般都以农作为辅，外出劳务为主。